# 五種競技
五種競技（ごしゅきょうぎ、英語:pentathlon、ペンタスロン）とは、5種の陸上競技種目で構成された混成競技で下記を指す。
- 古代オリンピックにおける五種競技（古代五種競技）
- 近代オリンピックにおける近代五種競技
- 室内陸上における五種競技（女子正式種目となっている）

## 古代オリンピックにおける五種競技
五種競技は紀元前708年の古代オリンピック第18回大会から実施された。走幅跳、円盤投、スタディオン走、やり投、レスリングの5種目からなる。種目ごとに競技者を減らし、最後のレスリングで勝者を決定したという説と、レスリングを含む3種目の勝者を優勝者としたとする説がある。

## 近代オリンピックにおける五種競技

### 男子
1912年ストックホルムオリンピック、1920年アントワープオリンピック、1924年パリオリンピックの3大会における男子の正式種目。走幅跳、円盤投、200m、1500m、やり投の5種目を1日で競技した。

### 女子
1964年の東京オリンピックから1980年モスクワオリンピックまでの5大会における女子の正式種目。80mH（のちに100mHに変更）、砲丸投、走高跳、走幅跳、200mの5種目を2日に分けて競技した。1984年ロサンゼルスオリンピックで正式種目から外され、代わりに七種競技が採用されることとなった。

## 室内陸上における五種競技
女子の正式種目である。60mH、走高跳、砲丸投、走幅跳、800mからなる。

### 記録
世界記録
5013点、ナタリア・ドブルインスカ（UKR、2012年3月9日）
60mH - 8秒38
走高跳 - 1m84
砲丸投 - 16m51
走幅跳 - 6m57
800m - 2分11秒15
日本記録
4073点、中田有紀（2007年）
60mH - 8秒69
走高跳 - 1m69
砲丸投 - 11m61
走幅跳 - 5m82
800m - 2分22秒01